# A Sentimental Journey Through France and Italy
A Sentimental Journey Through France and Italy, by Mr Yorick is de tweede en laatste roman van de in Ierland geboren Engelse schrijver Laurence Sterne. Het boek werd uitgegeven in 1768 en kan gezien worden als aanvulling op of als epiloog van zijn eerdere succesvolle roman Tristram Shandy. Tien jaar na de Engelse editie kwam er in Nederland een door Bernardus Brunius vertaalde versie op de boekenmarkt met de titel Sentimenteele reis. Dit boek lag mee aan de basis van een golf van sentimentalisme in de Nederlandse literatuur.
Sterne reisde door Frankrijk en Italië om gezondheidsredenen (hij leed aan tuberculose) en doet in dit werk verslag van zijn ervaringen. Hij voltooide overigens alleen het eerste deel, over zijn reizen in Frankrijk, en stierf kort na de publicatie.
De in de ondertitel genoemde Mr Yorick is een figuur die ook voorkomt in Tristram Shandy en kan gezien worden als Sternes alter ego. Ook op andere manieren verwijst hij naar figuren uit zijn eerste roman. 

Sterne reist van Calais naar Rouen en vandaar naar Parijs en Lyon, waar het verhaal plotseling eindigt, hoewel hij wel Napels bereikte.
Hij beschrijft de vele, overigens vrij triviale, gebeurtenissen en de personen die hij ontmoet op vermakelijke wijze.
Het werk kan worden gezien als een antwoord op Travels through France and Italy van Tobias Smollett, die hij tijdens zijn reis ontmoette in Italië en die hij op satirische wijze neerzet als de figuur Smelfungus. De titel van Sternes boek gaf aanleiding tot het ontstaan van de term sentimentalisme, een literaire stroming in de preromantiek. Tevens vormde het werk een impuls voor het schrijven van (sentimentele) reisverhalen.